# Piazza del Grano
Piazza del Grano è una piazza di Firenze che si apre sul retro degli Uffizi. Si accede alla piazza da via della Ninna, via dei Leoni, via de' Neri e via de' Castellani.

## Storia

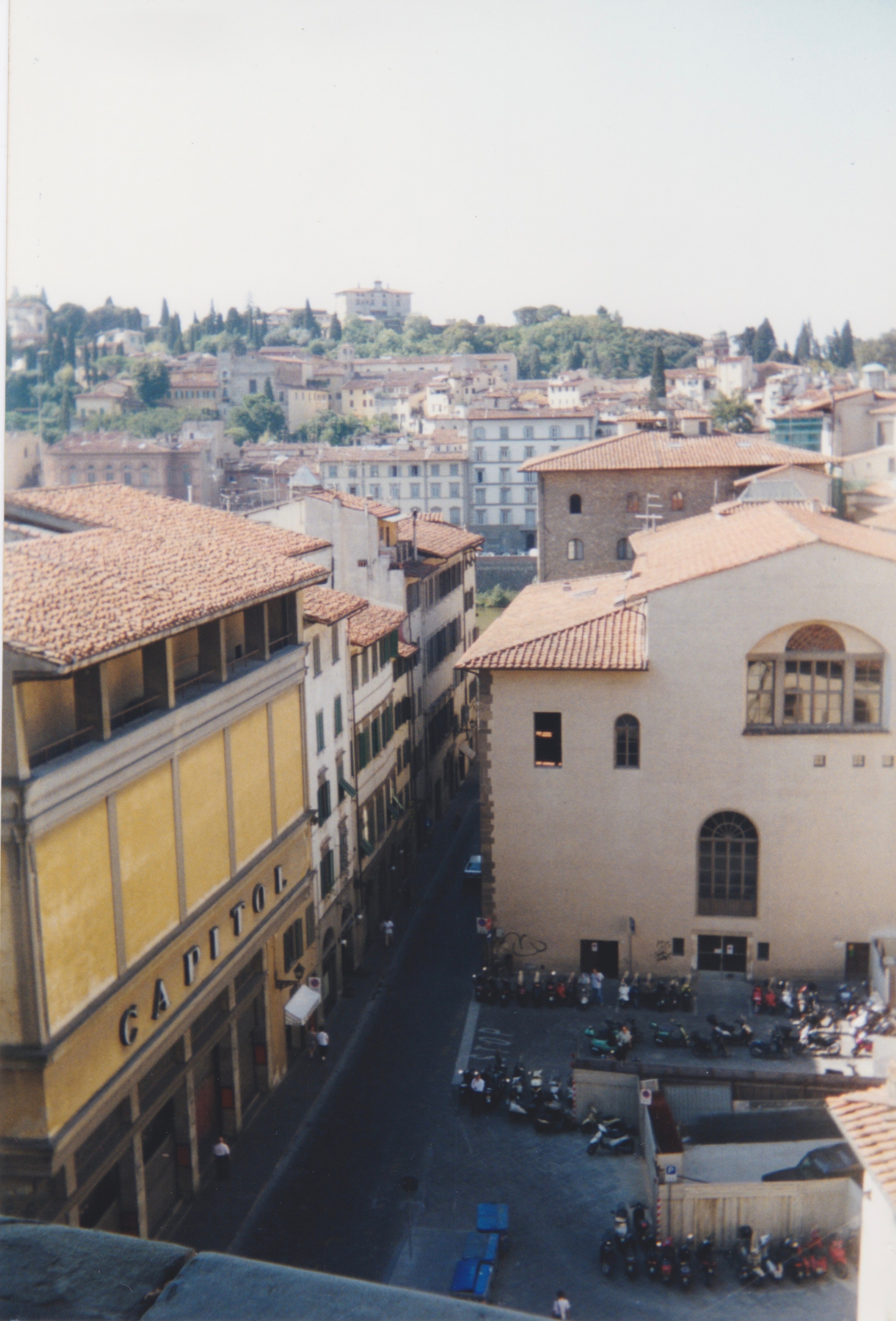
La piazza con l'aula Magliabechiana e l'ex-cinema Capitol vista dalla terrazza di Saturno (1999)

Originariamente qui correva il torrente Scheraggio, utilizzato per varie attività produttive, tra cui il più antico conio delle monete cittadino. Lungo il torrente correva un muraglione difensivo, risalente probabilmente all'epoca di Matilde di Canossa (che sostituiva un precedente argine in terra, testimoniato sin dal VI secolo), il quale chiudeva la cinta muraria all'altezza del castello d'Altafronte, dominante l'affaccio sul fiume, a protezione della via d'acqua e del porticciolo d'Arno presso l'attuale piazza Mentana. La disastrosa alluvione del 1333 distrusse il castello e il vicino ponte, rendendo necessaria una completa ristrutturazione della zona, a partire dalla ricostruzione dell'attraversamento fluviale che coincise con l'erezione dell'attuale ponte Vecchio. Lo Scheraggio venne coperto e al suo posto fu creata la via dei Castellani, con riferimento alla famiglia Castellani, che si vuole erede di quell'Altafronte che avrebbe costruito l'omonimo castello.
Più tardi ebbe qui sede il malfamato quartiere di "Baldracca", che pullulava di osterie e bordelli sul lato orientale degli Uffizi, fatto di piccoli vicoli oggi in parte tamponati: ne resta memoria nel teatrino di Baldracca, un edificio tuttora esistente che oggi ospita la biblioteca della galleria. 
La denominazione della piazza è comunque antica ed è attestata almeno dalla seconda metà del XV secolo, ad indicare lo spazio dove si teneva il mercato del grano, poi occupato dalla loggia del Grano (1619) di modo che, venendosi a perdere la configurazione propria di una piazza, pur mantenendosi ancora a lungo la denominazione, dal 1870 è stato considerato dalla toponomastica come tratto di via de' Castellani, e poi come piazza a sé stante detta "piazza Castellani". 
Solo dal 2001 la Giunta comunale ha ripristinato il nome originario, a indicare lo slargo venutosi a creare tra la loggia e uno dei prospetti secondari della fabbrica degli Uffizi dove è l'uscita provvisoria della Galleria, slargo che ha preso il posto "di varie stradette che si insinuavano in mezzo a modeste case e botteghe demolite tra '800 e '900".

## Descrizione

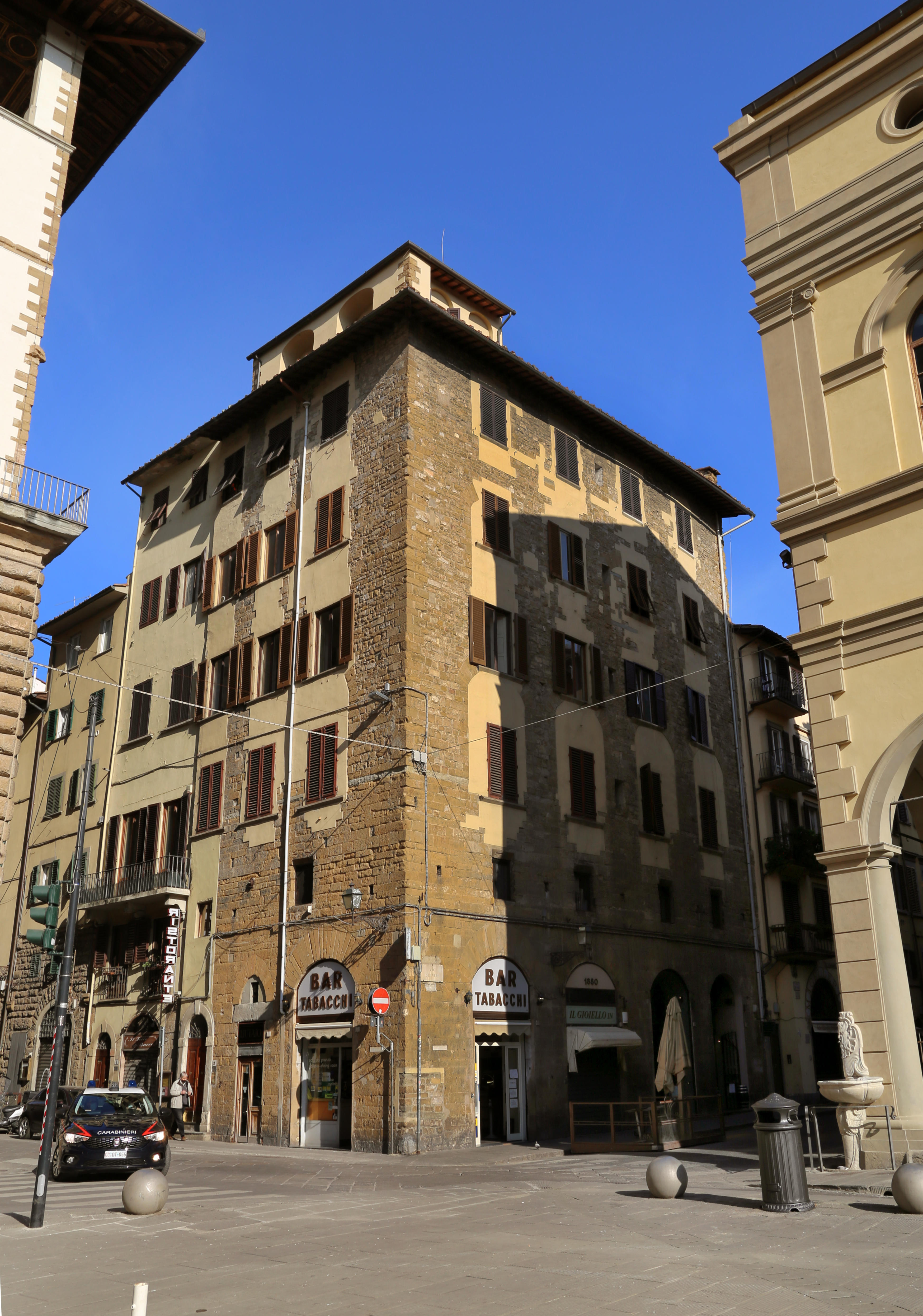
La torre dei Filipetri vista dalla piazza

### Edifici
La piazza è dominata dalla mole della loggia del Grano, fatta costruire da Cosimo II nel 1619 su disegno di Giulio Parigi nel luogo dove già dal 1359 era un deposito di cereali e dove di conseguenza si svolgeva la vendita delle granaglie. Successivamente, e almeno dal 1843, la struttura fu occupata dalla Società Tipografica sopra le Logge del Grano (successivamente Stamperia delle Logge) e il loggiato chiuso con un assito fino all'altezza dei capitelli. Nel 1868, trasferitasi la tipografia in piazza Mentana, l'edificio fu soprelevato e, occupando ulteriori spazi dell'edificio adiacente, trasformato in teatro dall'architetto Andrea Scala. Ai primi del Novecento gli stessi spazi furono adibiti a caffè concerto (Folies Bergère), per essere più tardi destinati a proiezioni cinematografiche, con la denominazione di Cinema Imperiale (1935). Tra il 1954 e il 1957 l'edificio fu ridisegnato ad opera dell'architetto Nello Baroni, continuando ad ospitare una sala cinematografica denominata Capitol: in questo corpo di fabbrica , addossato alla loggia vera e propria, sono stati poi ricavati degli spazi commerciali e abitativi, al momento non utilizzati (2021). 
Davanti alla loggia, in angolo con via dei Leoni, si affacciano sulla piazza i resti della torre dei Filipetri, con il rivestimento in filaretto di pietra interrotto da molte finestre aperte in epoca molto più tarda rispetto all'edificio originario. 
Sull'altra cantonata, in prosecuzione da via della Ninna, si trova il fabbricato di palazzo Vecchio, in particolare la grande mole dell'ala avviata da Cosimo I e completata durante granducato di Ferdinando I, sulla base di un progetto già delineato da Giorgio Vasari e rivisto da Bartolomeo Ammannati (tra il 1588 e il 1592) e Bernardo Buontalenti (fino al 1596). Sebbene tutti gli ingressi sulla piazza appaiono oggi tamponati, qui si affacciano importanti ambienti del palazzo, prima su tutti la terrazza di Saturno.
Il lato ovest è occupato da una serie di abitazioni comuni, addossate al fabbricato degli Uffizi, in particolare a ridosso di quella che fu la chiesa di San Pier Scheraggio. Poco oltre si apre l'ormai ventennale cantiere della nuova uscita degli Uffizi, per i quali è prevista l'erezione della controversa pensilina firmata da Arata Isozaki, che oltre a dara una conclusione moderna e monumentale alla visita alla galleria, dovrebbe costituire un possibile accesso separato all'Aula Magliabechiana, ristrutturata come sede delle esibizioni temporanee e, al piano superiore, sede della biblioteca degli Uffizi. Questo progetto, per quanto a suo tempo criticato, sarà destinato comunque a ridefinire con forza il ruolo della piazza, da dimesso passaggio a ridosso di monumenti illustri a luogo di condivisione e sosta dotato di una propria valenza architettonica e urbanistica.

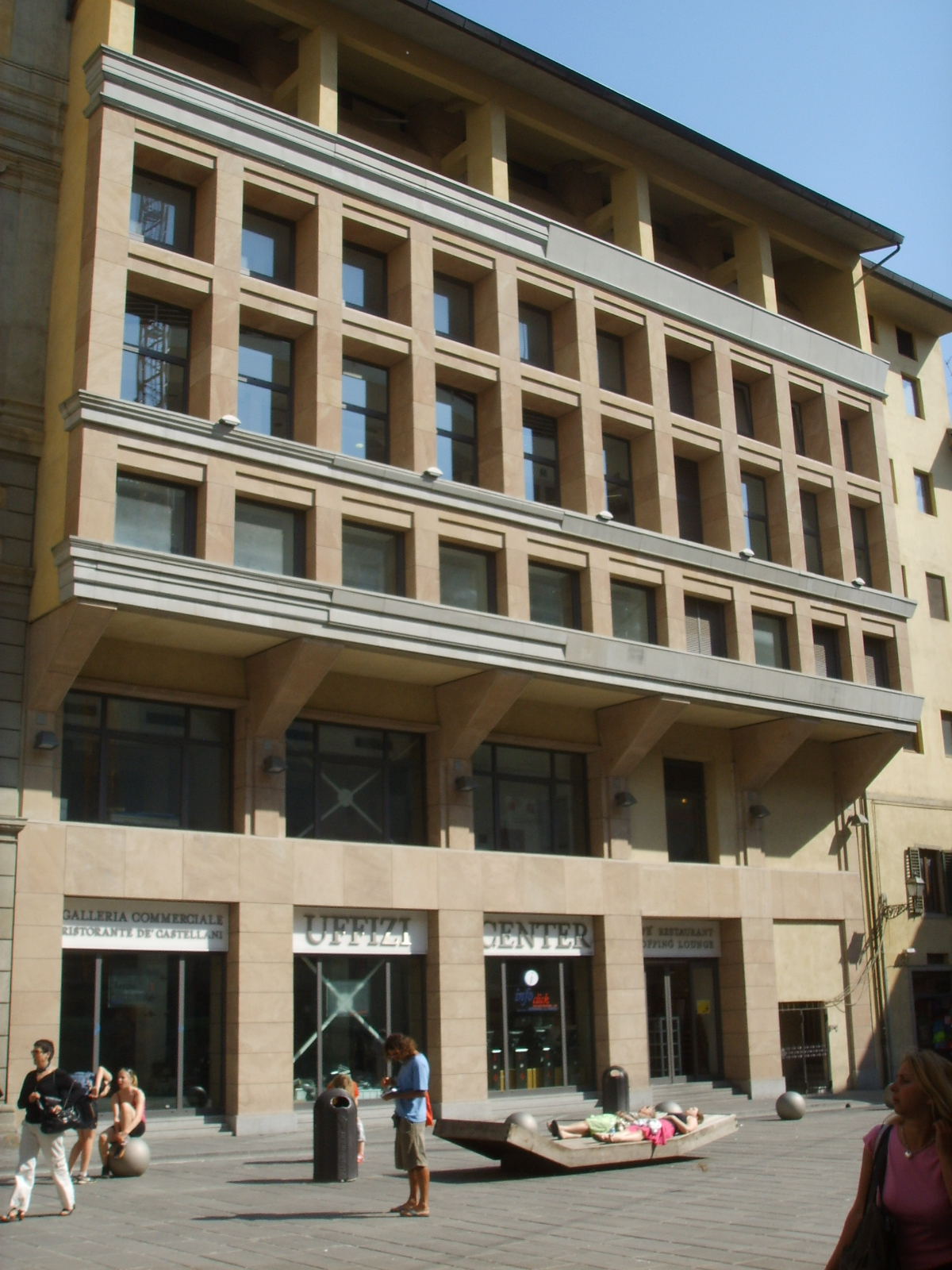
L'ex-cinema Capitol
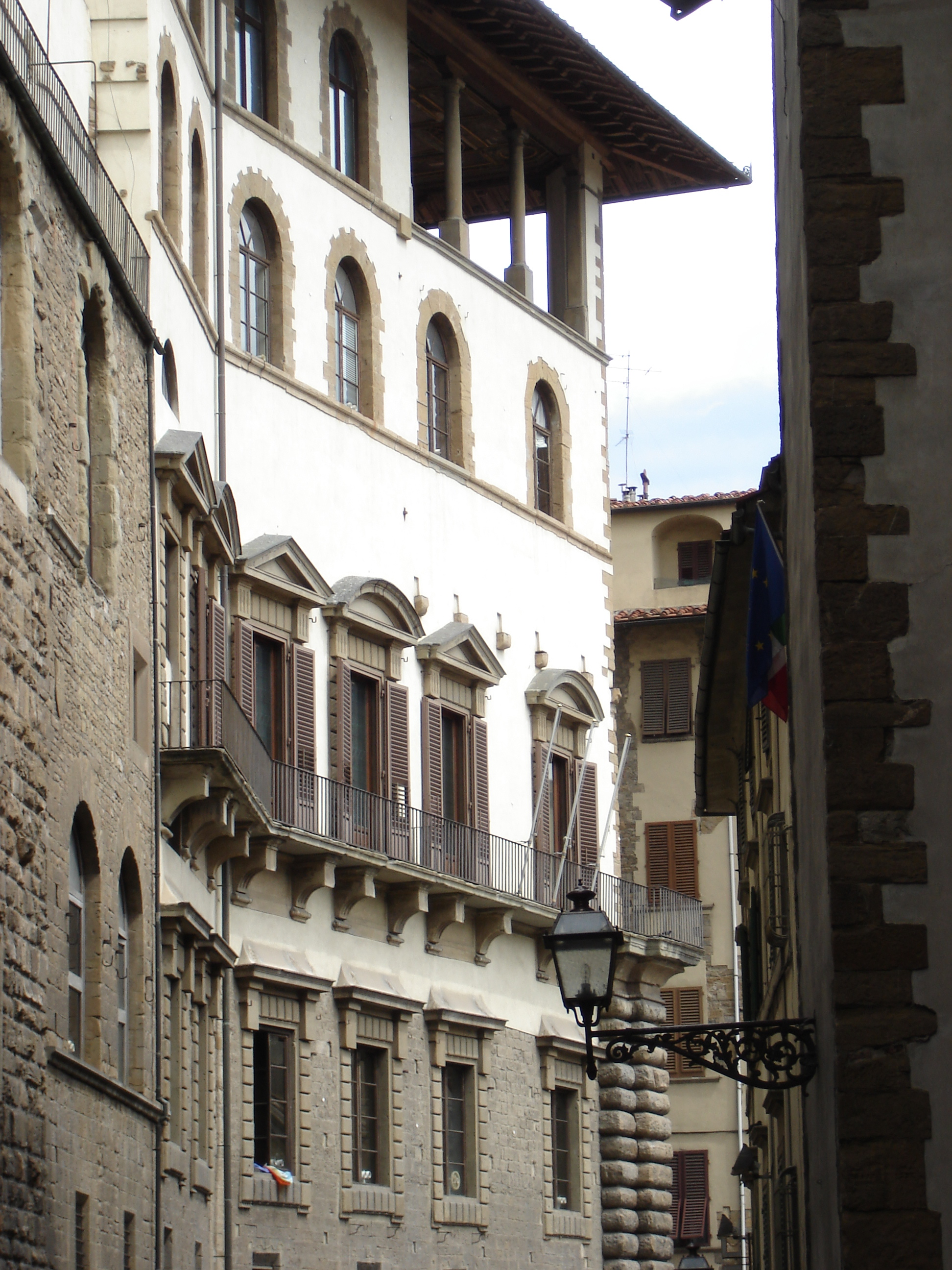
Palazzo Vecchio e la terrazza di Saturno
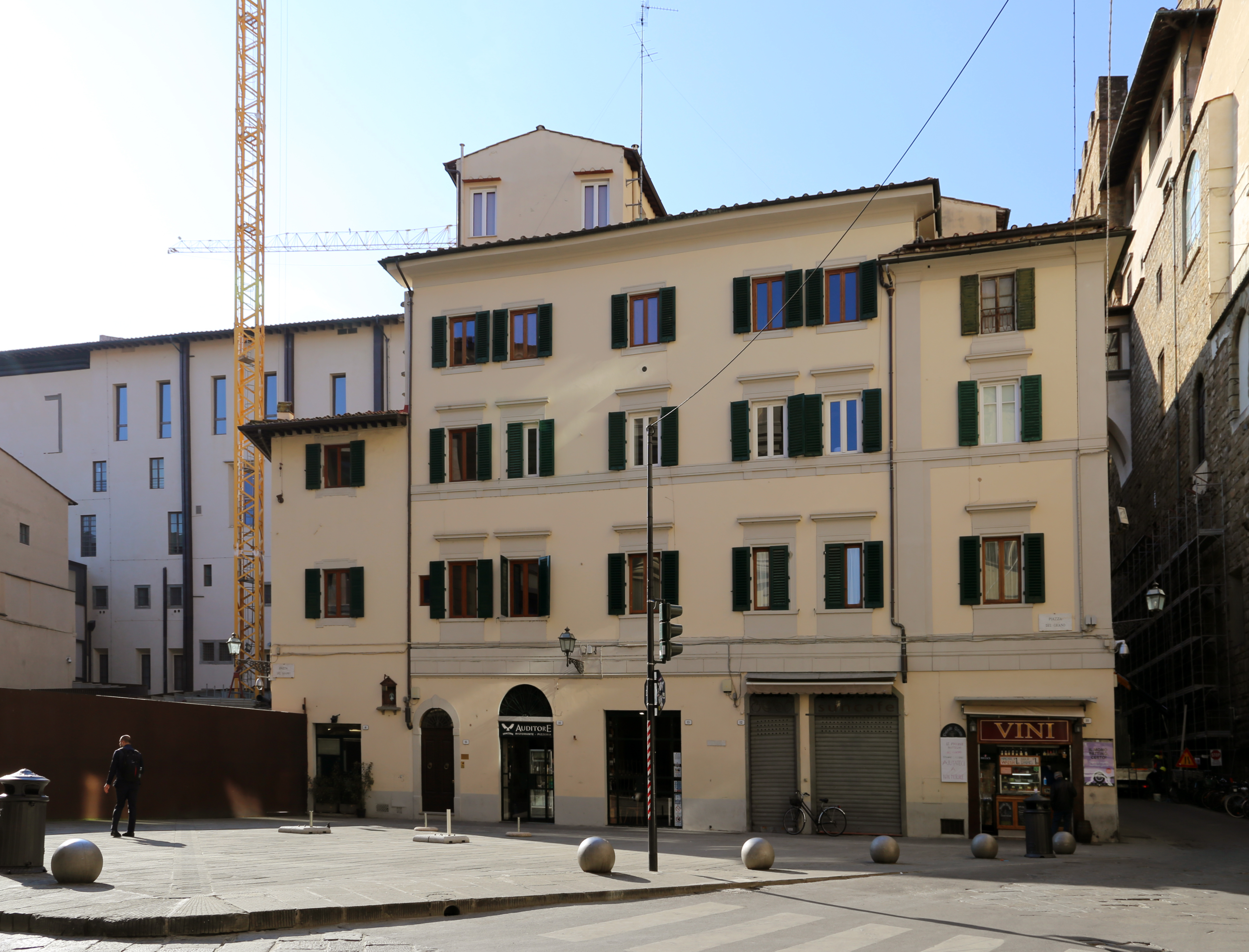
Gli edifici sul lato ovest
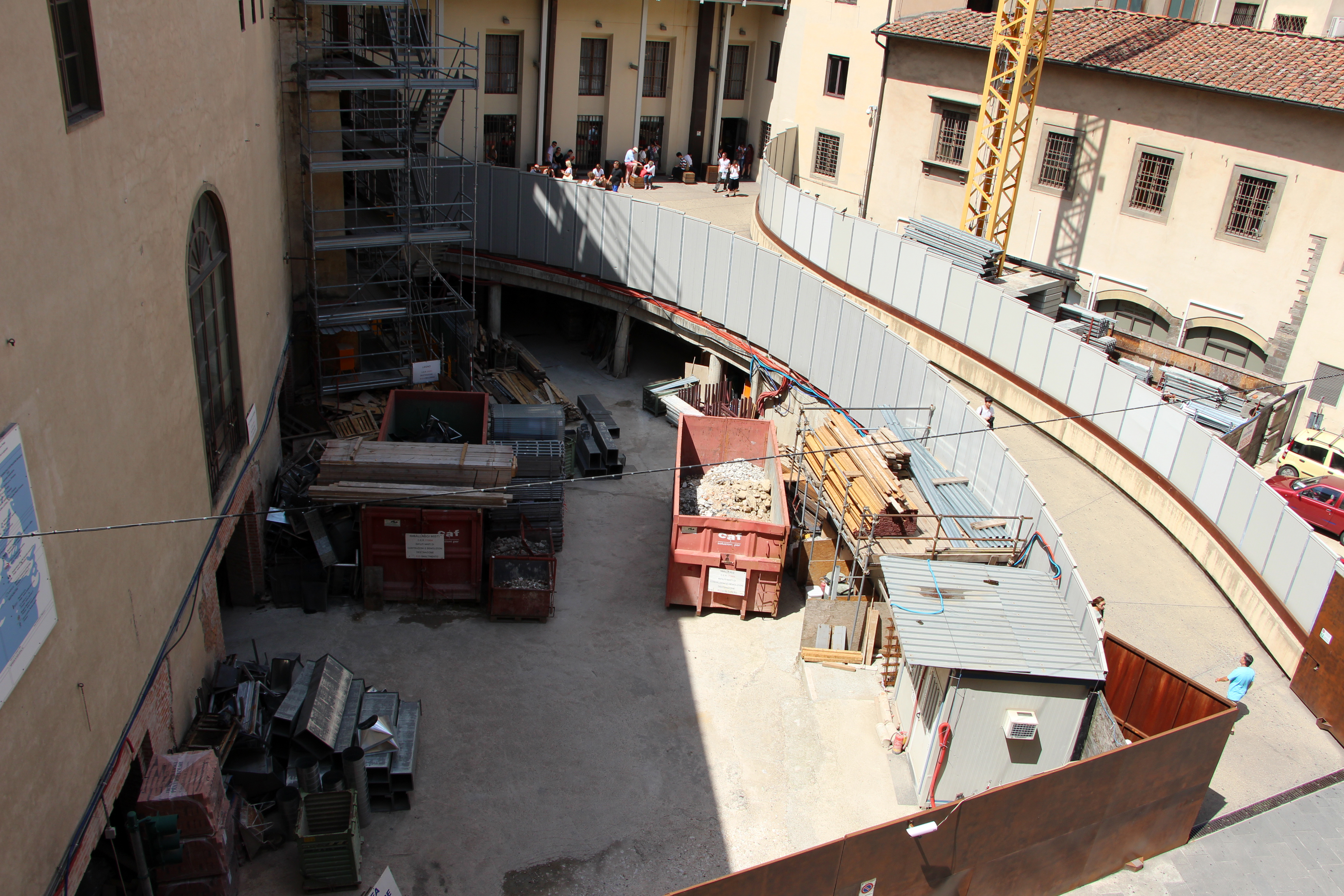
Il cantiere dell'uscita degli Uffizi

### La fontana

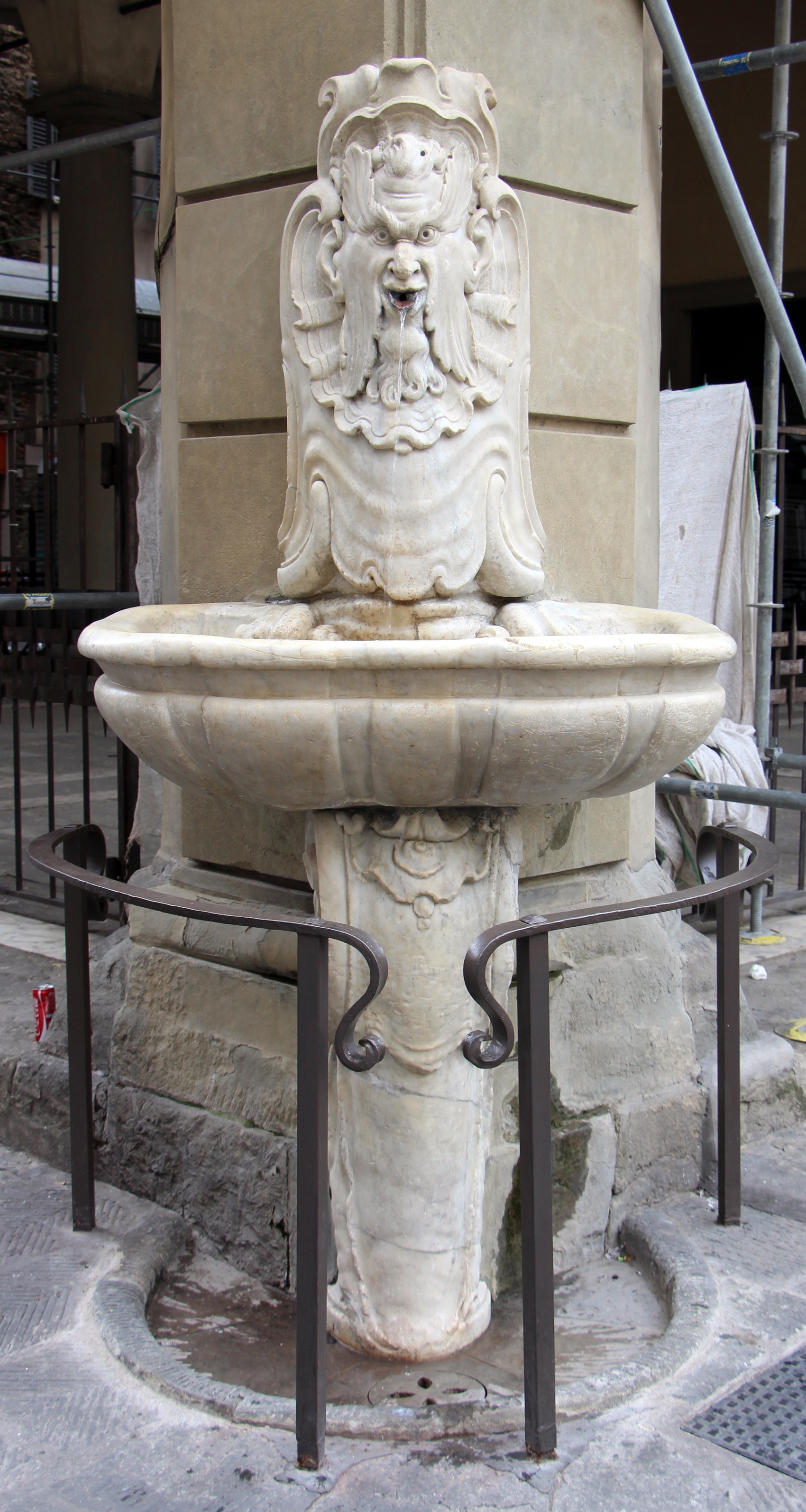
La fontana del mascherone restaurata (2014)

La fontana marmorea all'angolo della loggia del Grano, detta "del mascherone", è per lo più segnalata dalla letteratura come opera di Chiarissimo Fancelli, ma si tratta di un equivoco, poiché risulta in effetti inaugurata nel 1764, per iniziativa del governo della Reggenza lorenese. Il Fancelli è invece autore del busto di Cosimo II sul lato di via de' Neri. Relativamente alla fontana si segnala l'intervento di restauro, eseguito nel 2014, realizzato nell'ambito del progetto FLIC (Florence I Care) promosso dal Comune di Firenze.

### Tabernacoli
Sulla casa segnalata al n. 16 si trova una piccola edicola con struttura in legno, con una semplice immagine devozionale moderna. Fino all'alluvione di Firenze conteneva una Madonna col Bambino su tavola, di un buon artista toscano con influssi veneti della prima metà del XVI secolo. Restaurata, si dovrebbe oggi trovare nei depositi del Museo Bardini

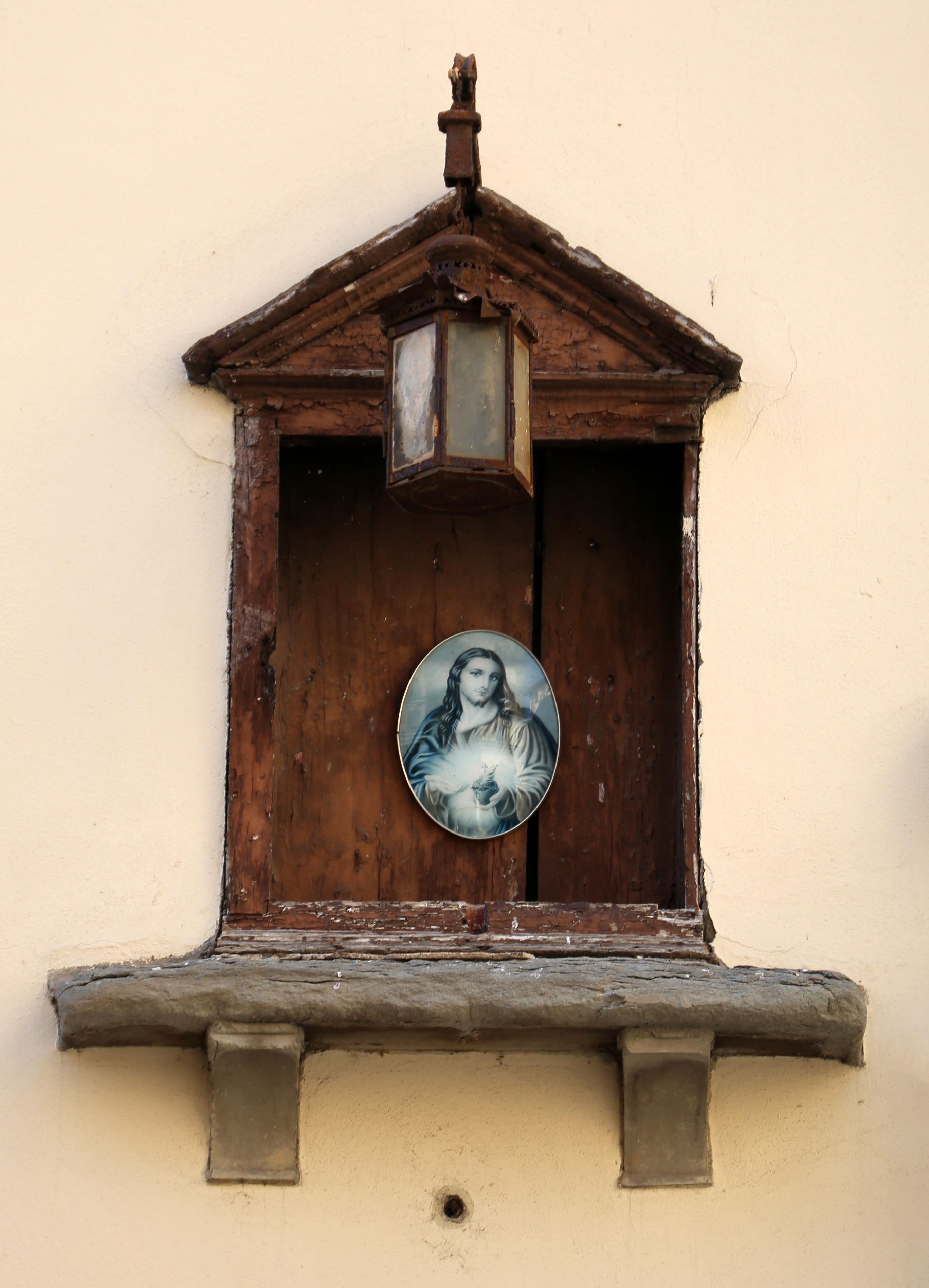
Il tabernacolo come si vede oggi
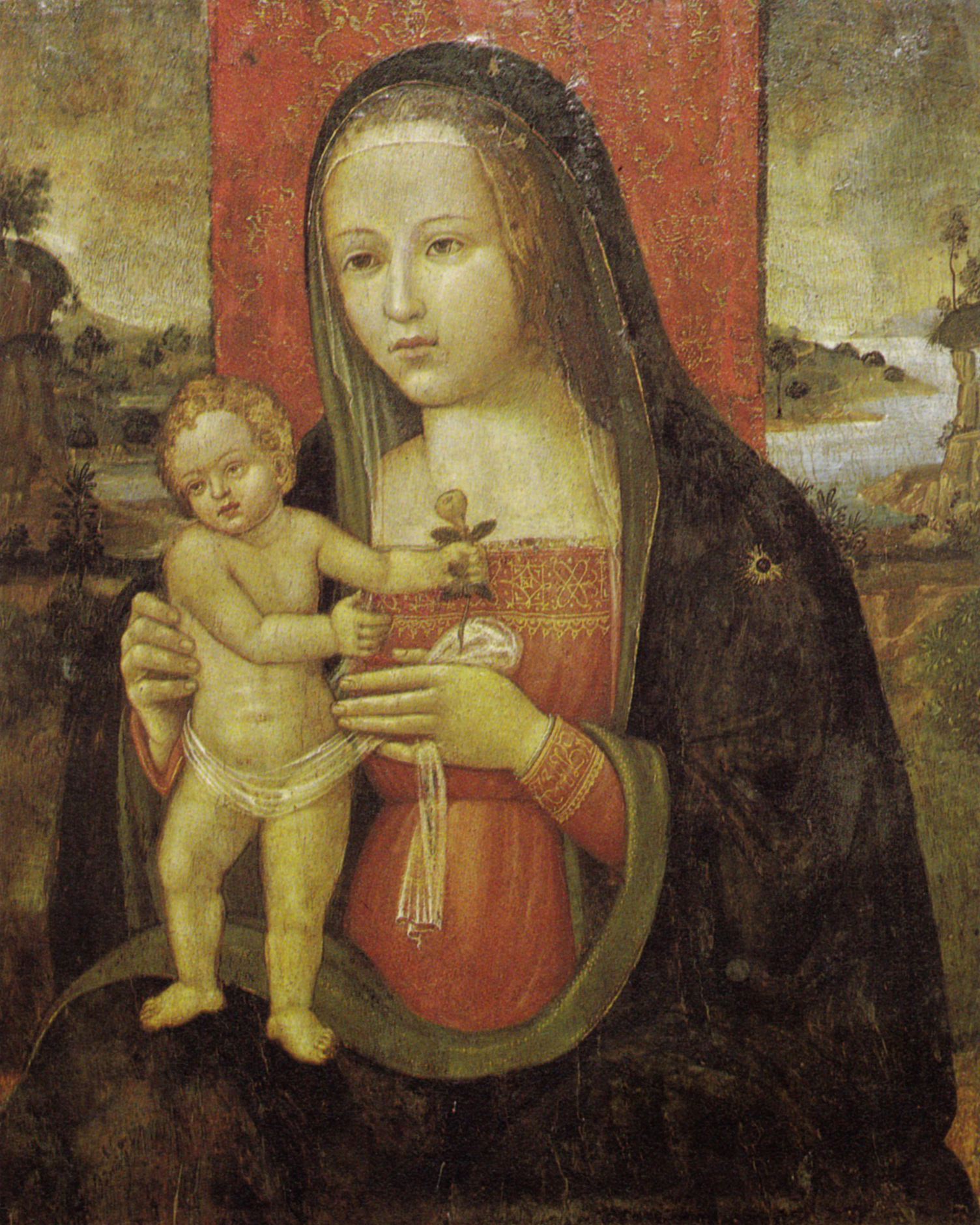
La Madonna un tempo ivi contenuta